# Barbi Pilvre

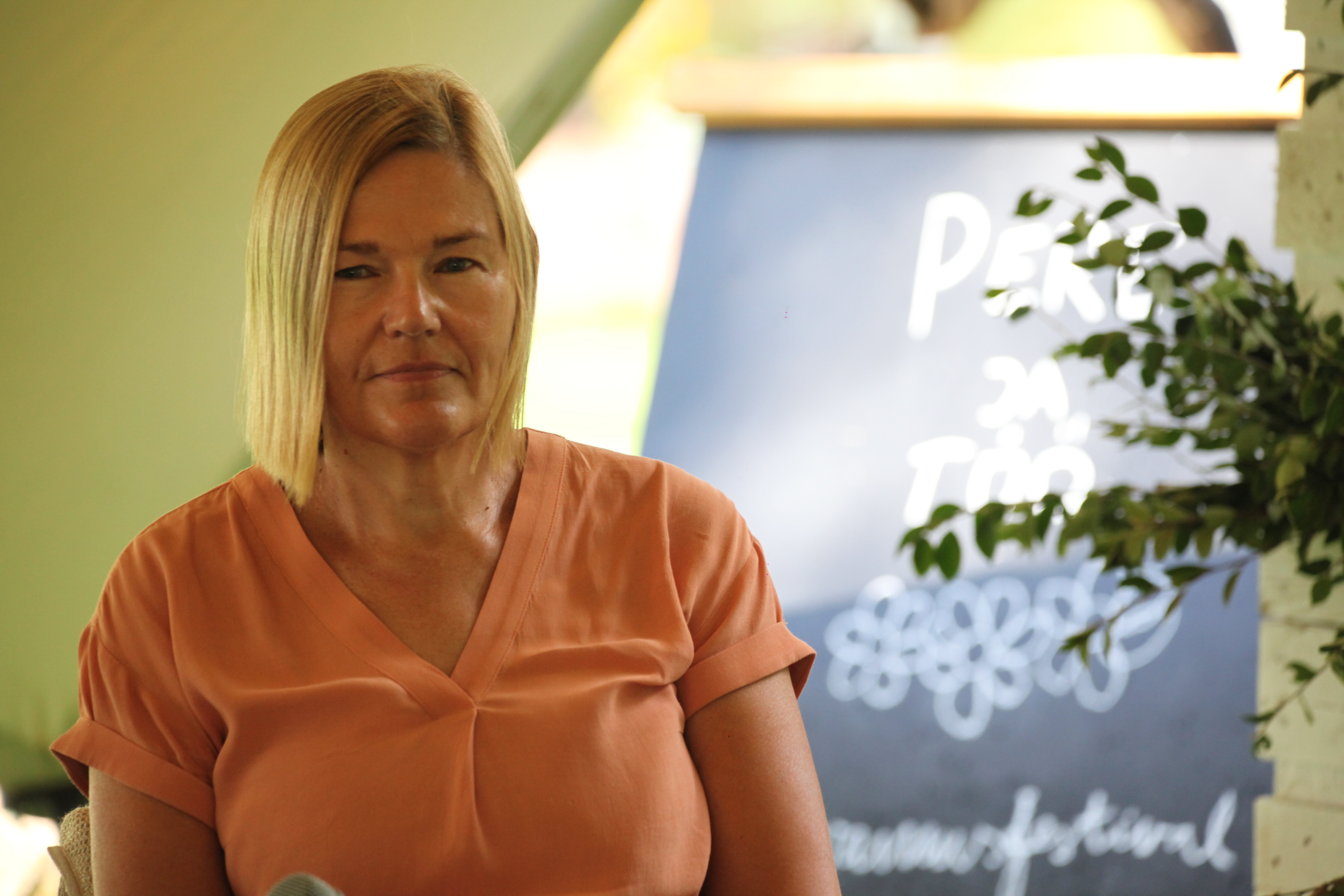
Barbi Pilvre, 2021

Barbi Pilvre (* 19. April 1963 in Tallinn) ist eine estnische Journalistin und Medienwissenschaftlerin.

## Leben
Pilvre machte 1981 in Tallinn Abitur und studierte von 1981 bis 1987 an der Universität Tartu Estnische Sprache und Literatur. Anschließend arbeitete sie einige Jahre in der Redaktion der Literaturzeitschrift Looming, ab 1993 war sie Redakteurin bei der neu gegründeten Tageszeitung Hommikuleht, von 1995 bis 2006 war sie bei Eesti Ekspress verantwortlich für das Kulturressort. Nebenher absolvierte sie ein Psychologiestudium an der Pädagogischen Hochschule Tallinn, das sie 2000 mit einer Magisterarbeit im Bereich der Genderforschung abschloss.
Von 2000 bis 2007 bekleidete sie an der Universität Tartu eine halbe Stelle als Lektorin am Institut für Journalistik, während sie gleichzeitig an ihrer Dissertation arbeitete. 2011 wurde sie in Tartu zum Dr. phil. promoviert, auch diesmal mit einem Beitrag zur Genderforschung. (s.u. die Publikation von 2011.) Seit 2008 ist Pilvre Dozentin an der Universität Tallinn.
Pilvre ist Mitglied der sozialdemokratischen Partei Estlands und war mehrmals als Nachrückerin Abgeordnete im estnischen Parlament.

## Werk
Pilvre ist durch ihre Untersuchungen (sowohl Magister- wie auch Doktorarbeit) eine der führenden Wissenschaftlerinnen im Bereich der Genderforschung in Estland. Durch zahlreiche journalistische Beiträge bemüht sie sich gleichfalls darum, das Thema in weite Bereiche der Gesellschaft zu tragen. Nicht zufällig bezeichnet sie sich selbst auf ihrem Weblog als „feministischen Wachhund“ (estn. valvefeminist). Außerdem ist sie auch als Literaturkritikerin tätig.

## Bibliografie (Auswahl)
- Formaat. Valitud tekste klassivõitlusest ja naisküsimusest 1996–2002. Tallinn: Eesti Ekspressi Kirjastus 2002. 191 S.
- (mit Kadi Mänd und Mari-Liis Sepper) Tilliga ja tillita. Retsepte Eesti feministidelt. Tallinn: Eesti Naisuurimus- ja Teabekeskus 2003. 87 S.
- Minu võitlused. Tallinn: B. Pilvre 2011. 143 S.
- Naiste meediarepresentatsioon Eesti ajakirjanduskultuuri ja ühiskonna kontekstis. Tartu: Tartu Ülikooli Kirjastus 2011. 200 S.
- Veri ja kord. Tallinn: B. Pilvre 2019. 104 S.
- Minu Vormsi. Väinamere Twin Peaks. Tartu: Petrone Print 2020. 248 S.